# Зартый
Зартый, Зарытый — летописный древнерусский город.

## История
Зартый упомянут в Воскресенской и Ипатьевской летописях в связи с событиями 1159 и 1160 годов во время междоусобной войны 1158—1161 годов. В первом случае он назван как пункт пребывания великого князя киевского Изяслава Давыдовича во время похода из Выря на Путивль и обратно. Во втором случае рассказывается о том, как дорогобужский князь Владимир Андреевич ходил на Вырь, сжёг его посад, а затем «шедше к Зарытому, и ту пожегше и много зла створивше, возвратишася усвояси».

## Локализация
Н. М. Карамзин ассоциировал Зартый с городищем в центре нынешнего Мглина Брянской области. Летописные описания намекают на соседство с древним городом Вырь Сумской области. На сегодняшний день наиболее вероятная версия принадлежит Ю. Ю. Моргунову, который связал Зартый с городищем в селе Николаевка Бурынского района Сумской области.

## Название
В отношении названия города высказывались разные предположения. Его связывали с глаголом «рыть», гидронимом Реть (в рамках маловероятной локализации у города Кролевец) или неким тюркским именем вследствие расселения здесь чёрных клобуков.

## Городище
Остатки города расположены у южной окраины Николаевки на невысоком пологом мысу правого берега реки Курицы. Округлая площадка диаметром 140 м (1,7 га) защищена крутым кольцевидным валом высотой 3 м и рвом шириной 11 м при глубине до 2 м. Один из въездов находился с напольной северо-западной стороны. Культурный слой достигает 1 м и содержит древнерусскую керамику X—XIII веков. К городищу примыкают два открытых селища общей площадью 10 га. Здесь были найдены артефакты не только древнерусской, но и предшествующей черняховской эпохи. По мнению изучавшего памятник археолога Ю. Ю. Моргунова, городище древнерусского Зартого в архивных документах названо Юрьевым, что служит отсылкой к имени туровского князя Юрия Ярославича, владевшего городом в 1159 году. Это предположение ныне признано ошибочным.